# Harold Hongju Koh

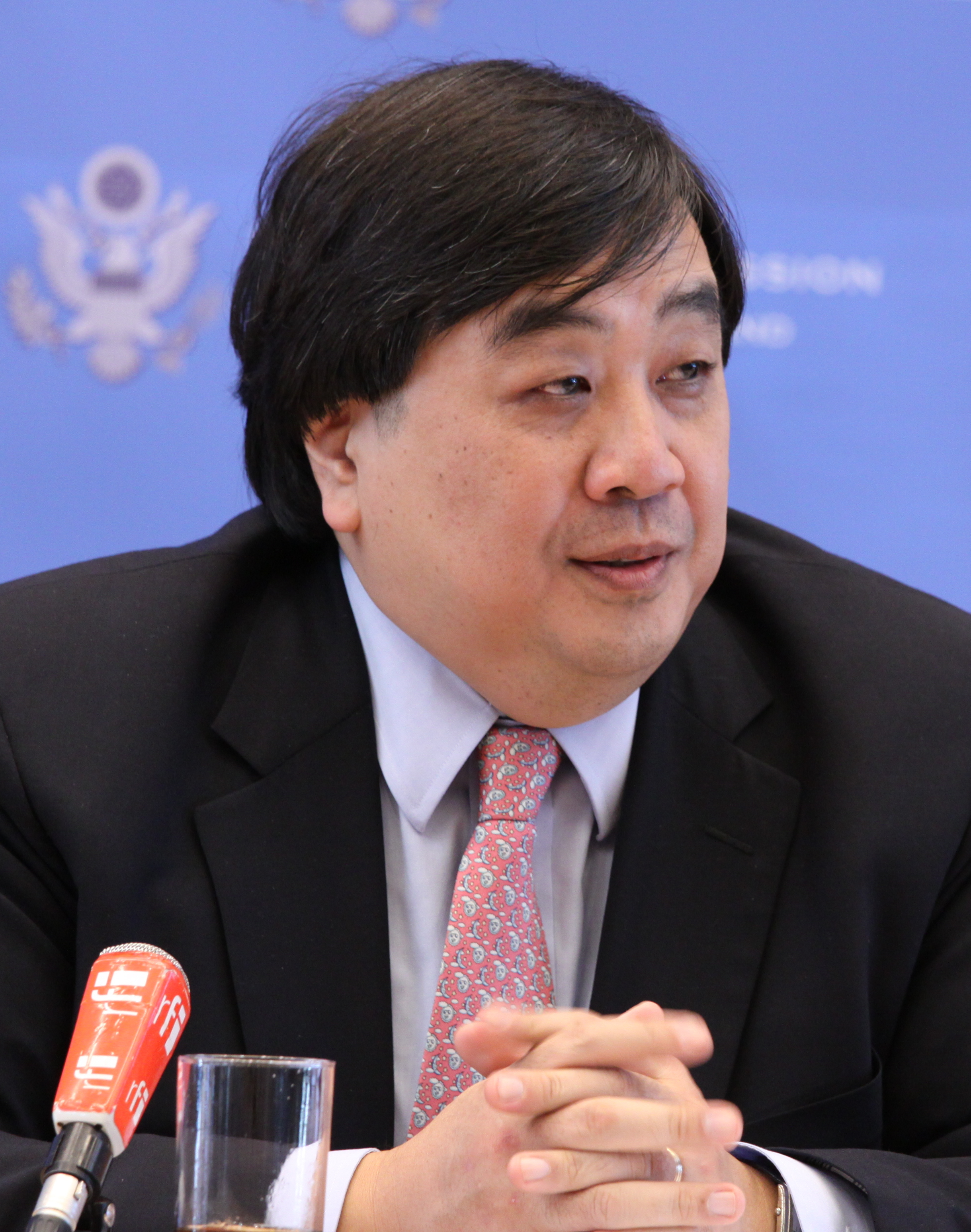
Harold Hongju Koh (2009)

Harold Hongju Koh (koreanisch 고홍주; * 8. Dezember 1954 in Boston, Massachusetts) ist ein US-amerikanischer Rechtswissenschaftler.

## Leben
Seine Eltern, der Rechtswissenschaftler und Diplomat Kwang Lim Koh und die Soziologin Hesung Chun Koh, wanderten aus Korea in die Vereinigten Staaten aus. Dort unterrichteten sie an der Yale University als Hochschullehrer.
Nach seiner Schulzeit studierte Koh Politik in Harvard sowie Rechtswissenschaften in Oxford und an der Harvard Law School. Nach seinem Studium erhielt Koh 1985 eine Anstellung als Hochschullehrer an der Yale Law School. Von 2004 bis 2009 war Koh dort als Dekan tätig; er trat dabei die Nachfolge von Anthony T. Kronman an.
Zwischenzeitlich stand er von November 1998 bis Januar 2001 als Staatssekretär für Demokratie, Menschenrechte und Arbeit (Assistant Secretary of State for Democracy, Human Rights, and Labor) in Diensten des US-Außenministeriums. Seit dem 25. Juni 2009 ist er als Rechtsberater (Legal Adviser) erneut beim Außenministerium beschäftigt.
Koh ist mit der US-Amerikanerin Mary-Christy Fisher verheiratet und hat mit ihr zwei Kinder.
Er ist Mitglied in der American Academy of Arts and Sciences (2000).

## Werke (Auswahl)
- 1990: The National Security Constitution: Sharing Power after the Iran-Contra Affair, Yale University Press
- 1994: Transnational Legal Problems, (gemeinschaftlich mit Harry Steiner und Detlev Vagts), Foundation Press
- 1999: Deliberative Democracy and Human Rights, (gemeinschaftlich mit Ronald C. Slye), Yale University Press
- 2008: Transnational Litigation in United States Courts, Foundation Press
- 2024: The National Security Constitution in the Twenty-First Century. Yale University Press.